# Tripsinogênio
O Tripsinogênio é a forma precursora da enzima pancreática tripsina. É encontrado no suco pancreático juntamente com a amilase, lipase e o quimotripsinogênio. É ativado por uma enteropeptidase encontrada na mucosa intestinal para formar a tripsina. Uma vez ativada, a própria tripsina pode ativar mais tripsinogênio.
O tripsinogênio pode ser dosado no sangue. Concentrações elevadas podem ser encontradas na pancreatite aguda e na fibrose cística.

## Ligações Exernas
- MeSH Trypsinogen